# NGC 3173
NGC 3173 este o galaxie spirală situată în constelația Mașina Pneumatică. A fost descoperită în 24 martie 1835 de către John Herschel. Se află la o distanță de 35,59 de megaparseci de Pământ.